# 氟利昂
氟利昂（英語：Freon、/ˈfriː.ɒn/、FREE-on，亦稱氯氟烃、氟氯烷）是由科慕公司生產之數種鹵碳產品的註冊商標。這些物質通常是穩定、不可燃、中度毒性的氣體或液體，常作為冷媒或氣溶膠推噴劑使用。早期的氟利昂因含有氯氟烴（CFCs）容易造成臭氧層空洞（如二氟一氯甲烷），目前改良的冷媒已將氯成分用氟取代，以減輕氯對臭氧層破壞的影響。並非所有製冷劑都被叫做氟利昂，只有科慕公司製造的R-12、R-13B1、R-22、R-502、R-503才被標記於氟利昂。
目前“氟利昂”已成為是一種常見的術語，通常泛指任何碳氟化合物製冷劑。

## 發展歷史
氯氟烴最早由比利時化學家弗雷德里克·斯瓦特於1890年代合成出來。由於早期製冷劑普遍使用氨這種材料，但這種物質較危險，通用汽車因此在1920年代晚期時找來美國發明家查爾斯·富蘭克林·凱特靈，並組成一小組試圖尋找替代品；這一小組後來由托馬斯·米基利領導。1928年，研究小組改良了氯氟烴合成，並證明此物質當作製冷劑的有效性、穩定性、無毒性。凱特靈的專利後來以氣體方式用於冷藏設備上，而最先用於此專利的為通用汽車子公司富及第。
1930年，通用汽車與杜邦合作，共同開發致冷劑以便生產氟利昂，後來成功開發出二氟二氯甲烷，該材料編號為氟利昂-12、R-12、CFC-12。R後方的數字代表杜邦開發的製冷劑等級數，用於系統性識別單一鹵代烴，以及鹵代烴以外的其他製冷劑。然而在發現氟利昂容易造成臭氧層空洞後，大多數國家已於1987年8月簽署蒙特婁議定書，禁止使用氟氯碳化物。隨後，氫氟碳化合物（HFCs）開始取代氟氯碳化物，然而研究顯示氫氟碳化合物為超溫室效應氣體，在京都議定書時受到嚴格使用限制。目前氟利昂已全面禁止使用於氣體噴霧罐內，但迄今為止，仍沒有發現任何無毒又不易燃的鹵化碳物質代替氟利昂用於冷媒。

## 安全性
氯氟烴與氫氟碳化合物為無色、易揮發、有毒的液體或氣體，並帶有些微地醚的氣味。若過度暴露於11％濃度以上，可能會導致眩暈、專注力下降、引發中樞神經系統抑制作用或心律失常。若在密閉空間中，其揮發後氣體可能會引起窒息。雖然氟利昂本身不易燃，但在燃燒後會產生包括劇毒的氫氟酸及相關化合物。

## 系列
- 三氯氟甲烷（別名R-11）
- 二氟二氯甲烷（別名R-12）[9]
- 三氟溴甲烷（別名R-13B1）[10]
- 二氟一氯甲烷（別名R-22或HCFC-22）[11][12]
- R-502
- R-503